# Tapinoma atriceps
Tapinoma atriceps es una especie de hormiga del género Tapinoma, subfamilia Dolichoderinae. Fue descrita científicamente por Emery en 1888.
Se distribuye por Brasil y Paraguay. Se ha encontrado a elevaciones de hasta 1180 metros. Vive en microhábitats como nidos y ramas muertas.